# Virtaal
Virtaal はPythonで書かれた翻訳支援ツールである。Translate.org.za で開発、メンテナンスが行われている自由ソフトウェアである。
Virtaal は内部で Translate Toolkit を使っており、多種の翻訳、ソフトウェアの国際化に関するファイル形式を扱うことができる。

## 設計指針
Virtaal は翻訳、国際化の作業者の操作するインターフェイスを最適化することを目標として設計されている。キーボードから適切な操作ができ、必要な情報が常に表示されているように考えられている。

## 開発の経緯
限られたオープンソースの開発者の間で、2007年に作られた最初のバージョン 0.1 をもとに開発が始まった。2008年のバージョン 0.2 が最初の公開版となった。

## 命名
Virtaal は fərˈtɑːl と発音され、これは一種の言葉遊びである。Translate.org.za が置かれている南アフリカ共和国の公用語はアフリカーンス語だが、そのアフリカーンス語の "vir taal" が英語の  "for language" に相当し、また "vertaal" (発音は "vir taal" と同じ) は "translate" を意味する。Virtaal のロゴでは "Virtaal is for language"、つまり語義が再帰的に表現されている。

## 対応しているファイル形式
Virtaal は翻訳元と翻訳先の二言語にそれぞれ、Translate Toolkit で対応している形式ならどれでも扱うことができる。扱えるファイル形式は XLIFF、gettext の PO および MO ファイル、Qt の各種ファイル (.qm, .ts, .qph)、Wordfast (翻訳メモリアプリケーション) 形式、TBX、XML である。

## 特徴
- シンプルな一画面の GUI
- シンタックスハイライト
- オートコレクト
- 自動補完
- 翻訳中文書のフィルタリング
  - 文書全体の分割
  - 部分翻訳、翻訳対象外の指定
  - 検索（大文字・小文字の区別の有無、Python の正規表現）
- 正規表現による検索と置換と Unicode への変換
- バックエンドのソフトウェアによる翻訳メモリ機能
  - ローカルの翻訳メモリ・データベース（翻訳中のファイルを含む）
  - ネットワーク越しの翻訳メモリ・データベース（翻訳メモリ・サーバーなど）
  - Open-Tran.eu
  - Apertium、Google を使う libtranslate、Babel Fish  などによる自動翻訳
  - TinyTM
- 専門用語
  - ローカルの辞書ファイル
  - Open-Tran.eu
- 置換可能なタグ